# Chris Ford
Christopher Joseph Ford (Atlantic City, 11 de janeiro de 1949 – 17 de janeiro de 2023) foi um basquetebolista profissional e  treinador. Jogou no Boston Celtics de 1978 a 1982, com o qual conquistou a temporada da NBA de 1980–81.

## Morte
Ford morreu em 17 de janeiro de 2023 devido à insuficiência cardíaca.